# Стівен Лебу
Стівен Лебу (англ. Steven LoBue, 17 червня 1985) — американський стрибун у воду.
Чемпіон світу з водних видів спорту 2017 року, призер 2019 року.